# Eckerdal
Eckerdal är en svensk släkt, som härstammar från folkskolläraren Martin  Eckerdal, född i  Eckerna, Tunge socken, Göteborgs och Bohus län. Han hade sönerna Hugo Eckerdal (född 1907), som blev kyrkoherde i Västra Frölunda församling, och David Eckerdal (född 1909), som blev rektor för gymnasiet i Klippan. Barn respektive barnbarn till Hugo Eckerdal är bland andra:
- Lars Eckerdal, biskop  i Göteborg
- Anders Eckerdal, domprost i Linköping
  - Erik Eckerdal, biskop i Visby
  - Jan Eckerdal, präst
- Per Eckerdal, biskop  i Göteborg
- Kerstin Gemzell, filosofie magister, adjunkt, gift med professorn i modern historia vid Köpenhamns universitet Carl-Axel Gemzell